# 兵部
兵部（へいぶ、満洲語：coohai jurgan）は、中国中世から近世の役所で、六部の一。国防を担当し、長官を尚書（兵部尚書）、次官を侍郎（兵部侍郎）という。尚書は正三品で1名、侍郎は2名。
朝鮮、ベトナムでも同名の官庁があったほか、日本の律令でも兵部省が設けられた。

## 中国の歴史
兵部は隋の時代に設置され、唐に継承された。属曹に兵部、職方（しょくほう）、駕部（がぶ）、庫部（こぶ）の4司を設けてそれぞれに判官である郎中（ろうじゅう）と員外郎（いんがいろう）を置き、武官の人事・兵器・軍政などを管掌した。
その後も兵部の設置を踏襲したが、王朝により権限は異なっていた。宋、遼、金、元では軍政を担当しなかった。明ではその権限は重かったが、清では武官の選抜と処分・兵器・兵站を担当するだけで兵権に干渉できなかった。
清の光緒32年（基督教暦1906年）、光緒新政で陸軍部（olhon jugūn i coohai jurgan）と改められ、後に海軍部も設置され、兵部の名称は廃せられた。